# أليكسي بيترنكو
أليكسي بيترنكو (الروسية: Алексей Васильевич Петренко) هو ممثل روسي (وحمل سابقاً جنسية الاتحاد السوفيتي)، ولد في 26 مارس 1938 في أوكرانيا، وتوفي في 22 فبراير 2017 في روسيا. بدأ مشواره المهني سنة 1961، ومن الجوائز التي نالها فنان الشعب لأوكرانيا ‏ ونيشان الشرف وجائزة الدولة لروسيا الاتحادية ‏ سنة 2000 وفنان الشعب لجمهورية روسيا السوفيتية الاتحادية الاشتراكية ‏.

## أعمال

### أفلام
- (2007) 12

## جوائز
- فنان الشعب لأوكرانيا [الإنجليزية]‏
- نيشان الشرف
- جائزة الدولة لروسيا الاتحادية [الإنجليزية]‏ (2000)
- فنان الشعب لجمهورية روسيا السوفيتية الاتحادية الاشتراكية [الإنجليزية]‏

## وصلات خارجية
- أليكسي بيترنكو على موقع IMDb (الإنجليزية)
- أليكسي بيترنكو على موقع روتن توميتوز (الإنجليزية)
- أليكسي بيترنكو على موقع روتن توميتوز (الإنجليزية)
- أليكسي بيترنكو على موقع قاعدة بيانات الأفلام العربية
- أليكسي بيترنكو على موقع ألو سيني (الفرنسية)
- أليكسي بيترنكو على موقع ألو سيني (الفرنسية)
- أليكسي بيترنكو على موقع ميوزك برينز (الإنجليزية)
- أليكسي بيترنكو على موقع تيرنر كلاسيك موفيز (الإنجليزية)
- أليكسي بيترنكو على موقع أول موفي (الإنجليزية)
- أليكسي بيترنكو على موقع قاعدة بيانات الأفلام السويدية (السويدية)